# It's a Long Way to the Top (If You Wanna Rock 'n' Roll)
"It's a Long Way to the Top (If You Wanna Rock 'n' Roll)" is een nummer van de Australische band AC/DC. Het nummer verscheen op hun album T.N.T. uit 1975. Op 8 december van dat jaar werd het nummer uitgebracht als de eerste single van het album. Tevens verscheen het op 15 april 1976 als hun eerste internationale single; in deze hoedanigheid stond het op het album High Voltage.

## Achtergrond
"It's a Long Way to the Top (If You Wanna Rock 'n' Roll)" is geschreven door bandleden Angus Young, Malcolm Young en Bon Scott en geproduceerd door Harry Vanda en George Young. Het nummer gaat over de belevenissen van een rockband die op tournee is. Zij worden onder meer beroofd en aangevallen, bekogeld door het publiek en bedrogen door een zakenwaarnemer. De band accepteert deze tegenslagen en weet dat deze gebeurtenissen normaal zijn op de weg naar beroemdheid.
"It's a Long Way to the Top (If You Wanna Rock 'n' Roll)" staat bekend om de doedelzaksolo's. George Young, de oudere broer van Angus en Malcolm, herinnerde zich dat Scott ooit in een doedelzakgroep heeft gespeeld en stelde voor dat de band met het instrument zou experimenteren. De volgende dag nam Scott een doedelzak mee naar de studio en al snel werd duidelijk dat hij het instrument nooit zelf heeft bespeeld; hij was de drummer in de eerdergenoemde band. Desalniettemin kreeg Scott het instrument goed genoeg onder de knie om het zelf op het nummer te kunnen spelen. Het nummer werd zelden live gespeeld, aangezien het te moeilijk bleek om het instrument te kunnen stemmen. Na het overlijden van Scott zong zijn opvolger Brian Johnson het nummer helemaal niet meer tijdens optredens uit respect voor zijn voorganger.
Op 23 februari 1976 filmde AC/DC een videoclip voor "It's a Long Way to the Top (If You Wanna Rock 'n' Roll)" bij de opnamen voor het Australische televisieprogramma Countdown. In de clip spelen de band en leden van de Rats of Tobruk Pipe Band het nummer achterop een semi-dieplader op de Swanston Street in Melbourne. Het nummer werd in december 1975 uitgebracht als single in Australië, waar het de negende plaats in de hitlijsten bereikte. Enkele maanden later werd het de eerste internationale single van de groep, maar het wist zowel de Britse UK Singles Chart als de Amerikaanse Billboard Hot 100 niet te halen. In verkiezingen van de beste Australische nummers eindigt het steevast in de top 10. Sinds 2022 staat het nummer ook in de Top 2000 van NPO Radio 2 met 1734 als hoogste notering.
"It's a Long Way to the Top (If You Wanna Rock 'n' Roll)" is gecoverd door onder meer Jack Black met de cast van School of Rock, Pat Boone, Billy Corgan, Dead Moon, Dropkick Murphys, Eagles of Death Metal, John Farnham (solo en met Tom Jones), Hanson, Iced Earth, In Extremo, Die Krupps, Lemmy, Motörhead, W.A.S.P. en Lucinda Williams.

## NPO Radio 2 Top 2000
| Nummer met noteringen in de NPO Radio 2 Top 2000              | '22  | '23  | '24  |
| ------------------------------------------------------------- | ---- | ---- | ---- |
| It's a Long Way to the Top (If You Wanna Wanna Rock 'N' Roll) | 1917 | 1734 | 1850 |

1. ↑  Een vetgedrukt getal geeft de hoogste notering aan.
2. ↑  2022 was het eerste jaar met een notering voor dit nummer.